# Lower Mainland

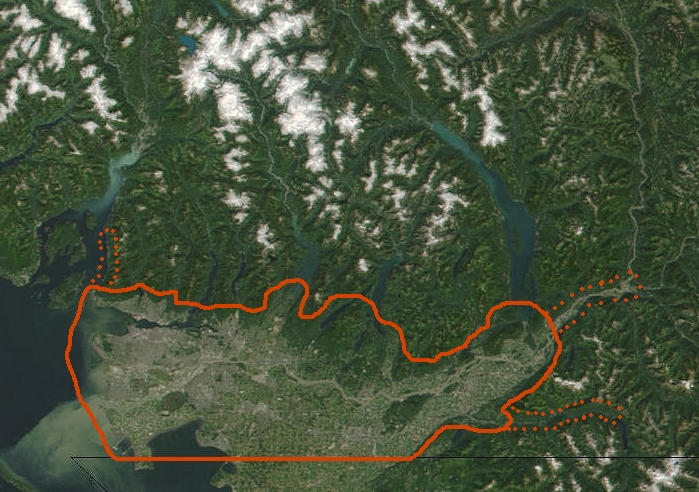
Satellitenfoto mit der ungefähren Ausdehnung des Lower Mainland

Als Lower Mainland (deutsch Kontinentales Tiefland) wird die Region um Vancouver im Süden der kanadischen Provinz British Columbia bezeichnet. Sie umfasst den gesamten Ballungsraum Metro Vancouver und Teile des angrenzenden Fraser Valley Regional Districts. Gemäß der Volkszählung von 2001 leben über 2,2 Millionen Menschen in der Region. Sechzehn der dreißig bevölkerungsreichsten Gemeinden der Provinz befinden sich hier.
Der Begriff Lower Mainland wurde zwar nie zu offiziellen Zwecken verwendet, ist aber seit der frühesten nachgewiesenen europäischen Besiedlung in der Alltagssprache in Gebrauch, um jenes dicht besiedelte Gebiet am Unterlauf des Fraser River zu bezeichnen, das zwischen den North Shore Mountains im Norden und der Grenze zu den USA im Süden liegt.
Lower Mainland ist auch die Bezeichnung für eine von den Coast Mountains und der Kaskadenkette begrenzte Ökoregion, die ein weitaus wärmeres und feuchteres Klima (Gemäßigter Regenwald) aufweist als die weiter nördlich und östlich gelegenen Gebiete von British Columbia.